# اختيار هدف الاستخدام النووي

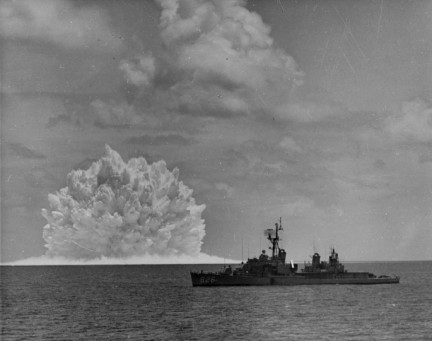
الولايات المتحدة تجري عملية دومينيك

اختيار هدف الاستخدام النووي هو فرضية فيما يتعلق باستخدام الأسلحة النووية مع الدمار المؤكد المتبادل.
تؤكد نظرية اختيار هدف الاستخدام النووي في أبسط مستوياتها أنه من الممكن أن يحدث تبادل نووي محدود وأن الأسلحة النووية هي ببساطة أكثر درجة في سلم التصعيد. وهذا يؤدي إلى عدد من الاستنتاجات الأخرى المتعلقة بالاستخدامات المحتملة للأسلحة النووية وردود الفعل عليها.

## ضربة مضادة
يتألف ضرب القوات المضادة من هجوم على أسلحة نووية بهدف تدميرها قبل استخدامها تتطلب القدرة على تحمل الضربة الأولى والقدرة على شن هجوم مضاد فعال بنسبة 100٪ أو بنسبة عالية ويصبح مثل هذا الهجوم أكثر صعوبة من قبل الأنظمة العسكرية مثل رادارات الإنذار المبكر التي تسمح بإمكانية التعرف السريع والرد على هجوم نووي ومن خلال أنظمة على سبيل المثال الصواريخ البالستية التي تطلق من الغواصات أو القذائف النووية المحمولة على الطرق (مثل الصاروخ الروسي SS- 20) التي تجعل من الأسلحة النووية من الصعب تحديد مكانها واستهدافها.
بما أن الحرب النووية هي خيار قابل للتطبيق لمنظري اختيار هدف الاستخدام النووي فإن القدرة لهذه الهجمات تحمل قدر كبير من الجاذبية. ومع ذلك فإن إنشاء مثل هذه القدرة أمر مكلف للغاية حيث ان السلاح المضاد يتطلب رأس أكثر دقة من سلاح حربي مضاد لأنه يجب أن يضمن أن ينفجر بالقرب من هدفه مما يزيد التكاليف النسبية بشكل كبير.